# Parafia św. Jerzego w Biłgoraju (rzymskokatolicka)
Parafia pw. św. Jerzego w Biłgoraju – parafia rzymskokatolicka z siedzibą w Biłgoraju, podporządkowana dekanatowi Biłgoraj – Południe w diecezji zamojsko-lubaczowskiej.

## Dane ogólne
Duszpasterstwo w parafii w 2019 pełni pięciu kapłanów: proboszcz, trzech wikariuszy i jeden rezydent. Kościołem parafialnym jest kościół św. Jerzego w Biłgoraju.
Odpust parafialny odbywa się dwa razy w ciągu roku:
- 29 kwietnia – we wspomnienie św. Jerzego,
- 13 maja – we wspomnienie św. Andrzeja Boboli.

Parafia obejmuje obszar w centralnej części Biłgoraja. Na terenie tym znajduje się kilkadziesiąt ulic, wchodzących w skład dzielnic Śródmieście, Puszcza Solska i osiedle Nadstawna. Zamieszkuje je ok. 5,2 tys. osób, w tym ok. 4 tys. katolików.

## Informacje historyczne
Obecny kościół parafialny pw. św. Jerzego, wybudowany przy końcu XVIII w., w przeszłości pełnił funkcję cerkwi unickiej i prawosławnej. W rękach katolików obrządku łacińskiego znajduje się od 1919 (z przerwą na lata 19401–1945). Do 1984 pełnił funkcję kościoła rektoralnego dla parafii Trójcy Świętej i Wniebowzięcia NMP w Biłgoraju.
Parafia pw. św. Jerzego została powołana do życia w 1984 decyzją władz archidiecezji lubelskiej, której wówczas przewodził arcybiskup ks. prof. Bolesław Pylak. Objęła część terenu macierzystej parafii Trójcy Świętej i Wniebowzięcia NMP. Erygowano ją 3 czerwca 1984 roku, a pierwszym proboszczem został dotychczasowy rektor, ks. Marian Goral.
W 1990 teren parafii został pomniejszony o obszar, który znalazł się pod jurysdykcją nowej parafii pw. Chrystusa Króla. W 1992 parafia św. Jerzego zmieniła przynależność diecezjalną – znalazła się w granicach nowo powołanej diecezji zamojsko-lubaczowskiej.
Dotychczas funkcję proboszcza parafii pełnili:
- 1982–1992 – ks. Marian Goral
- 1992–1993 – ks. Jan Krawczyk
- 1993–2008 – ks. Czesław Szuran
- 2008–2009 – ks. Wiesław Galant
- 2009–2020 – ks. Stanisław Budzyński
- od 2020 – ks. Roman Sawic